# Lāqān
Lāqān (persiska: لاقان) är en ort i Iran.   Den ligger i provinsen Gilan, i den nordvästra delen av landet, 240 km nordväst om huvudstaden Teheran. Lāqān ligger 52 meter över havet och antalet invånare är 460.
Terrängen runt Lāqān är platt åt nordost, men åt sydväst är den kuperad. Runt Lāqān är det ganska tätbefolkat, med 111 invånare per kvadratkilometer. Närmaste större samhälle är Fūman, 8,1 km nordväst om Lāqān. Trakten runt Lāqān består till största delen av jordbruksmark.